# Deutsche Blätter
Las Deutsche Blätter (en alemán Hojas Alemanas) fue un semanario político-cultural chileno escrito en idioma alemán e impreso en Santiago de Chile. Circuló entre 1943 y 1946. Pese a su efímera existencia, cobró relevancia al ser considerado como un periódico parte de la Exilliteratur de alemanes étnicos y ciudadanos de nacionalidad alemana en el exilio durante la Segunda Guerra Mundial y debido a su contenido contingente, formó parte importante de la resistencia alemana al nazismo en América Latina.  

## Línea editorial
Su línea editorial fue liberal clásica antitotalitaria y apartidista: en un comienzo contra el nacionalsocialismo de la Alemania nazi y posteriormente, contra el comunismo de la República Democrática Alemana, al ser definido por su propio fundador como «la piedra de toque del mundo libre». Contrario a lo que se menciona escasamente en algunas publicaciones de investigación sobre la prensa alemana en el extranjero, las Deutsche Blätter, como un periódico de tendencia conservadora, el único índole más conservador eran los comentarios conservadores nacionalistas que buscaban «restaurar» la cultura y tradiciones de Alemania poniendo fin al fascismo nacionalsocialista liderado por Adolf Hitler. Asimismo, se menciona en reiteradas veces la responsabilidad social y moral de toda la nación alemana en su conjunto, para hacer frente a los crímenes de guerra y el Holocausto.
Su eslogan era «a favor de una Alemania europea, contra una Europa alemanizada», en alusión al expansionismo de los nazis en los territorios ocupados. 
Las publicaciones se encontraban organizadas y subdivididas en tres ejes temáticos principales: la primera parte sobre noticias e información relevante sobre el acontecer de Alemania, Austria y Suiza; en segundo lugar, una serie de artículos de opinión que planteaban la reorganización política, social y económica de Alemania una vez que fuera derrocado el fascismo nazi. Finalmente se publicaba una sección sobre cultura europea y latinoamericana, donde habían traducciones al alemán de algunos autores latinoamericanos, como poemas de Gabriela Mistral, Pablo Neruda, Ezequiel Martínez Estrada, Jorge Luis Borges, Rómulo Gallegos, Yolanda Bedregal, entre otros.

## Historia
Fundado por Albert Theile (1904-1986), un ciudadano alemán originario de Dortmund, junto a Udo Rusker. La publicación salió a la luz con su primer número en enero de 1943 y durante sus años de publicación, contó con la colaboración de múltiples intelectuales y escritores de la germanosfera, tales como Thomas Mann, Oskar Maria Graf, Hermann Hesse, Carl Gustav Jung, Arthur Koestler, Ernst Wiechert, Carl Zuckmayer, entre otros. La posición política y diplomática de Chile en la Segunda Guerra Mundial como neutral hasta casi el término del conflicto, favoreció a que la publicación pudiera ser difundida sin mayores complicaciones ni censuras. 
Debido al alto interés de los exiliados alemanes por obtener información fidedigna y fuera de la propaganda nacionalsocialista, el periódico comenzó a tener una rápida difusión tanto dentro como fuera de Chile, siendo también distribuido en Argentina, Brasil, Ecuador, Colombia, México, Estados Unidos y Canadá. En su publicación N°8 de 1943 se hace mención de un Freundeskreis (círculo de amigos) de las Deutsche Blätter en Nueva York.
En su sección de cultura latinoamericana, la propia Gabriela Mistral le escribió una carta de agradecimiento al periódico por haber realizado la traducción en alemán de algunas de sus obras, misiva que fue respondida por el propio Albert Theile donde le solicita a Mistral contactar a escritores brasileños para un homenaje que realizarán a Thomas Mann, debido a que la madre del autor era de dicha nacionalidad.
La colección completa de las ediciones de las Deutsche Blätter, se conservan en la Biblioteca y Archivo Histórico Emilio Held Winkler (Archivo EHW), ubicada en la comuna chilena de Vitacura, en Santiago.